# Nick Shaback
Nicholas "Nick" Shaback (nacido el 10 de septiembre de 1918 y fallecido el 5 de enero de 2010) fue un jugador de baloncesto estadounidense que disputó una temporada en la BAA y cinco más anteriormente en la ABL. Con 1,80 metros de estatura, jugaba en la posición de base.

## Trayectoria deportiva

### Profesional
Comenzó su andadura profesional en los Wilkes-Barre Barons de la ABL, donde jugó una temporada en la que promedió 2,7 puntos por partido. Jugó dos temporadas más, en los Brooklyn Celtics y los Wilmington Blue Bombers, antes de ver su carrera interrumpida por el servicio militar durante la Segunda Guerra Mundial. Regresó en 1945 fichando por los Paterson Crescents, donde jugó su mejor temporada, promediando 8,1 puntos por partido.
En 1946 fichó por los Cleveland Rebels de la recién creada BAA, con los que disputó una temporada, en la que promedió 4,3 puntos por partido. Jugó posteriormente dos años más en la liga menor NYSPL del estado de Nueva York.

#### Estadísticas en la BAA

##### Temporada regular
| Temporada | Edad | Equipo           | Liga | Pos. | P  | TIT | MIN | TC  | TCA | %TC  | 3P | 3PA | %3P | TL  | TLA | %TL  | R.OF. | R.DEF. | REB | ASIS | ROB | TAP | PER | FP  | PTS |
| 1946-47   | 28   | Cleveland Rebels | BAA  |      | 53 |     |     | 1.9 | 7.3 | .265 |    |     |     | 0.7 | 1.0 | .717 |       |        |     | 0.5  |     |     |     | 1.4 | 4.6 |
| Total     |      |                  | BAA  |      | 53 |     |     | 1.9 | 7.3 | .265 |    |     |     | 0.7 | 1.0 | .717 |       |        |     | 0.5  |     |     |     | 1.4 | 4.6 |

##### Playoffs
| Temporada | Edad | Equipo           | Liga | Pos. | P | TIT | MIN | TC  | TCA | %TC  | 3P | 3PA | %3P | TL  | TLA | %TL  | R.OF. | R.DEF. | REB | ASIS | ROB | TAP | PER | FP  | PTS |
| 1946-47   | 28   | Cleveland Rebels | BAA  |      | 3 |     |     | 2.0 | 7.3 | .273 |    |     |     | 1.0 | 1.7 | .600 |       |        |     | 0.0  |     |     |     | 2.0 | 5.0 |
| Total     |      |                  | BAA  |      | 3 |     |     | 2.0 | 7.3 | .273 |    |     |     | 1.0 | 1.7 | .600 |       |        |     | 0.0  |     |     |     | 2.0 | 5.0 |